# Eupithecia merinata
Eupithecia merinata är en fjärilsart som beskrevs av Achille Guenée 1858. Eupithecia merinata ingår i släktet Eupithecia och familjen mätare. Inga underarter finns listade i Catalogue of Life.